# Réserves (ressource)
Pour les articles homonymes, voir Réserve.
La notion de réserves, pour une ressource non renouvelable, recouvre des aspects à la fois géologiques, techniques et économiques.
On distingue trois types de réserves :
- les réserves (ou prouvées) sont les ressources exploitables au prix actuel ;
- les réserves base (ou possibles) sont les ressources démontrées, mais non encore exploitables économiquement ;
- les réserves déduites représentent le potentiel géologique identifié, mais non encore exploré, dont les quantités sont estimées à partir de projections géologiques.

Les ressources ultimes incluent en outre le potentiel géologique non identifié.
Les réserves peuvent s'exprimer en quantité (aspect géologique) ou en nombre d'années de production pour une année de référence donnée (aspect économique).
Il y a trois manières d'augmenter les réserves :
- trouver de nouvelles ressources par l'exploration ou l'amélioration de la connaissance géologique ;
- améliorer les techniques de production ;
- faire varier les conditions économiques.

Pour la plupart des métaux, les réserves (au niveau de production 2008) sont comprises entre 20 et 100 ans de production.